# Ugoszcz (Wzgórza Bukowe)
Ugoszcz – niewielkie jezioro na Wzgórzach Bukowych, położone na skraju Puszczy Bukowej, na szczecińskim osiedlu Płonia przy od ul. Trzcinowej.